# Tiävdoojärvi
Tiävdoojärvi eller Täydijävri eller Täijdijärvi är en sjö i Finland. Den ligger i kommunen Enare i landskapet Lappland, i den norra delen av landet, 1 000 km norr om huvudstaden Helsingfors. Tiävdoojärvi ligger 272 meter över havet. Arean är 40 hektar och strandlinjen är 2,78 kilometer lång. Sjön  ingår i Pasvik älvs huvudavrinningsområde. 